# Sanger, Texas
Sanger là một thành phố thuộc quận Denton, tiểu bang Texas, Hoa Kỳ. Năm 2010, dân số của xã này là 6916 người.

## Dân số
- Dân số năm 2000: 4534 người.
- Dân số năm 2010: 6916 người.